# 알제리 내전
알제리 내전은 알제리 정부와 여러 이슬람 반군 사이에 발생한 내전으로, 1991년에 이슬람주의자들의 선거 승리를 부정하는 쿠데타가 발생한 이후 발발했다. 초기에는 알제리 정부가 이슬람주의 운동을 수월하게 탄압하면서 전쟁은 느리게 진행되었지만, 1994년 이슬람주의자들이 성전을 주장하면서 폭력은 정부가 막기 힘들 정도로 널리 확산되었다.1996년~97년에 이르러 이슬람 저항군이 폭력과 학살을 저지르면서 대중들의 지지를 잃었음이 명백해졌지만, 그 후 몇년 동안 전투가 이어졌다.

## 진행
1991년 12월 이슬람 구국전선이 민족해방전선을 1991년 알제리 선거에서 패배시킴으로써 분쟁이 발발했다. 선거는 첫 투표 이후 취소되었고, 알제리군이 효과적으로 정부를 장악했으며 개혁주의 성향의 차들리 벤예디드가 대통령 직에서 물러나게 되었다. 이슬람 구국전선의 활동은 금지되었으며, 구국전선 참여 인원 수 천명이 검거되자, 이슬람 원리주의자들의 게릴라전이 급격히 증가했고, 이들은 정부와 정부 지지자들을 상대로 무장투쟁을 개시했다. 이슬람 원리주의자들은 다양한 무장단체를 조직했고, 산악에 본부를 둔 이슬람 무장운동이라는 단체 하에 집결했다. 더 강경한 세력은 마을에 기지를 둔 알제리 무장이슬람단체를 결성했다. 무장이슬람단체의 구호는 "협상도, 정전도, 대화도 없다."였고, 이들은 1994년 정부와 협상을 하기 시작한 이슬람 구원전선을 상대로 전쟁을 선포했다. 이슬람 무장운동과 다양한 소규모 반란단체들은 재집결해 이슬람 구원전선을 따르는 이슬람 구국군을 결성했다.
대화가 성립되지 않자 1995년 알제리 대선이 치러졌고, 정부군의 후보였던 리아민 제루알이 대통령으로 당선되었다. 알제리 무장이슬람단체는 이슬람 구원군뿐만 아니라 마을 전체와 그 이웃들을 상대로 학살을 저지르기도 했으며, 이는 1997년 절정에 달했다. 이들의 학살 정책은 사막화와 분열을 일으켰고, 양쪽 모두로부터 공격을 받던 이슬람 구국군은 1997년 정부와 휴전협정을 체결했다. 이 사이에 1997년 국회의원 선거에서 새로 설립된 친정부 당이 압승을 거두었다.
1999년, 압델아지즈 부테플리카가 대통령으로 당선되면서 수많은 반군이 회개하고 새로운 사면법의 이익을 받으면서 폭력은 감소했다. 남아있던 알제리 무장이슬람단체 세력은 2년간 표적처리되었으며, 2002년 완전히 사라지게 되었다. 하지만 설교와 전투를 위한 살라프파 단체라는 분파가 설립되었고, 이 단체는 2003년 10월 알카에다에 대한 지지를 선포하며 반란을 이어나갔다. 이 반란은 이후 주변 지역으로 확산되어 마그레브 반란으로 이어졌다.

## 사상자
전쟁은 '더러운 전쟁'이라 불리기도 하며 정부는 민간인들을 상대로 극단적인 폭력과 잔혹한 행위를 저질렀다. 이슬람 원리주의자들은 여행객을 목표로 삼아 70명을 죽였고, 외국인 100명도 같이 살해되었다.
하지만 정부가 반란에 침투하면서 이슬람주의자들뿐만 아니라 보안군도 이러한 행위에 개입했을 것으로 보인다. 전체적인 사상자는 44,000명에서 100,000명과 200,000명 사이로 추정된다.

## 같이 보기
- 알제리 독립 전쟁